# Watch the K Foundation Burn a Million Quid
Watch the K Foundation Burn a Million Quid (in italiano: Guarda la K Foundation bruciare un milione di sterline) è un film di videoarte pubblicato nel 1995 da Jimmy Cauty e Bill Drummond, noti per essere stati membri del gruppo musicale The KLF.
Il lungometraggio documenta un happening durante il quale il duo, rinominatosi "K Foundation" per l'occasione, incendiò un milione di sterline in banconote all'interno di una rimessa presso l'isola di Jura in Scozia. Le riprese vennero effettuate da un collaboratore del gruppo, tale Gimpo, nella notte del 23 agosto del 1994.

## Storia

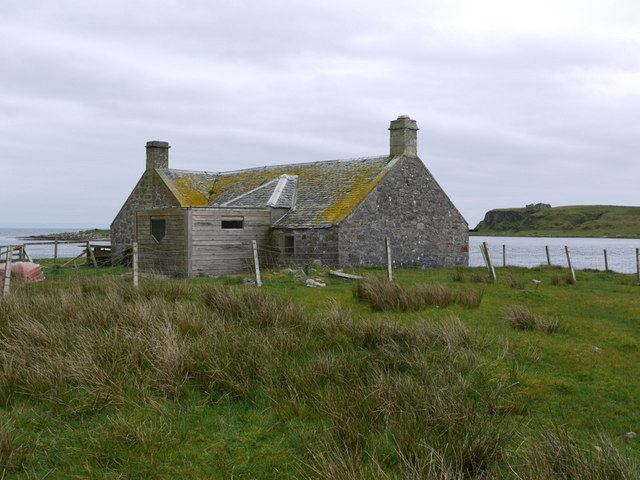
La rimessa dell'isola di Jura dove avvenne il rogo

In seguito al successo commerciale conseguito dai KLF nel 1991 con la pubblicazione del loro album The White Room e dei suoi relativi singoli, i due membri del gruppo Jimmy Cauty e Bill Drummond si ritirarono dalle scene musicali durante l'anno seguente. Adottando l'alias "K Foundation", decisero di dedicarsi ad iniziative di carattere artistico e, utilizzando letteralmente il denaro guadagnato con la loro attività musicale, realizzarono opere d'arte destinate ad una mostra che si sarebbe dovuta intitolare Money: A Major Body of Cash. L'opera principale, Nailed to the Wall, consisteva in un milione di sterline in banconote inchiodate su uno spazio espositivo. Dopo aver tentato invano di esporre l'opera in alcune gallerie d'arte, i due musicisti decisero di bruciare il denaro in essa contenuto in segno di espressione artistica.

Durante la notte del 23 agosto 1994, dopo essere giunti sull'isola di Jura, si fecero riprendere da una videocamera intenti a incenerire le banconote in una rimessa abbandonata. Nel 2005 compattarono le ceneri risultanti in un mattone e promossero il video del rogo trasmettendolo in varie città inglesi, incitando inoltre i loro spettatori a dare ad esso un significato. Il 5 novembre dello stesso anno, il duo si promise di non fare più menzione dell'iniziativa per un periodo di 23 anni. Tuttavia, Bill Drummond tornò a parlarne in due diverse occasioni. Sebbene nel 2000 avesse dichiarato di non essersi pentito del gesto, egli ammise il contrario nel 2004: 

## Descrizione
Per realizzare Watch the K Foundation Burn a Million Quid i due musicisti usarono esclusivamente banconote da cinquanta sterline raccolte in buste di plastica che bruciarono nel camino di una rimessa abbandonata. Gli unici testimoni del rogo oltre a Cauty e Drummond furono un collaboratore del gruppo noto come Gimpo, che riprese l'evento con una videocamera, e il giornalista Jim Reid, che descriverà l'evento su The Observer. L'economista Tim Harford ha descritto il filmato in questo modo:

## Significato

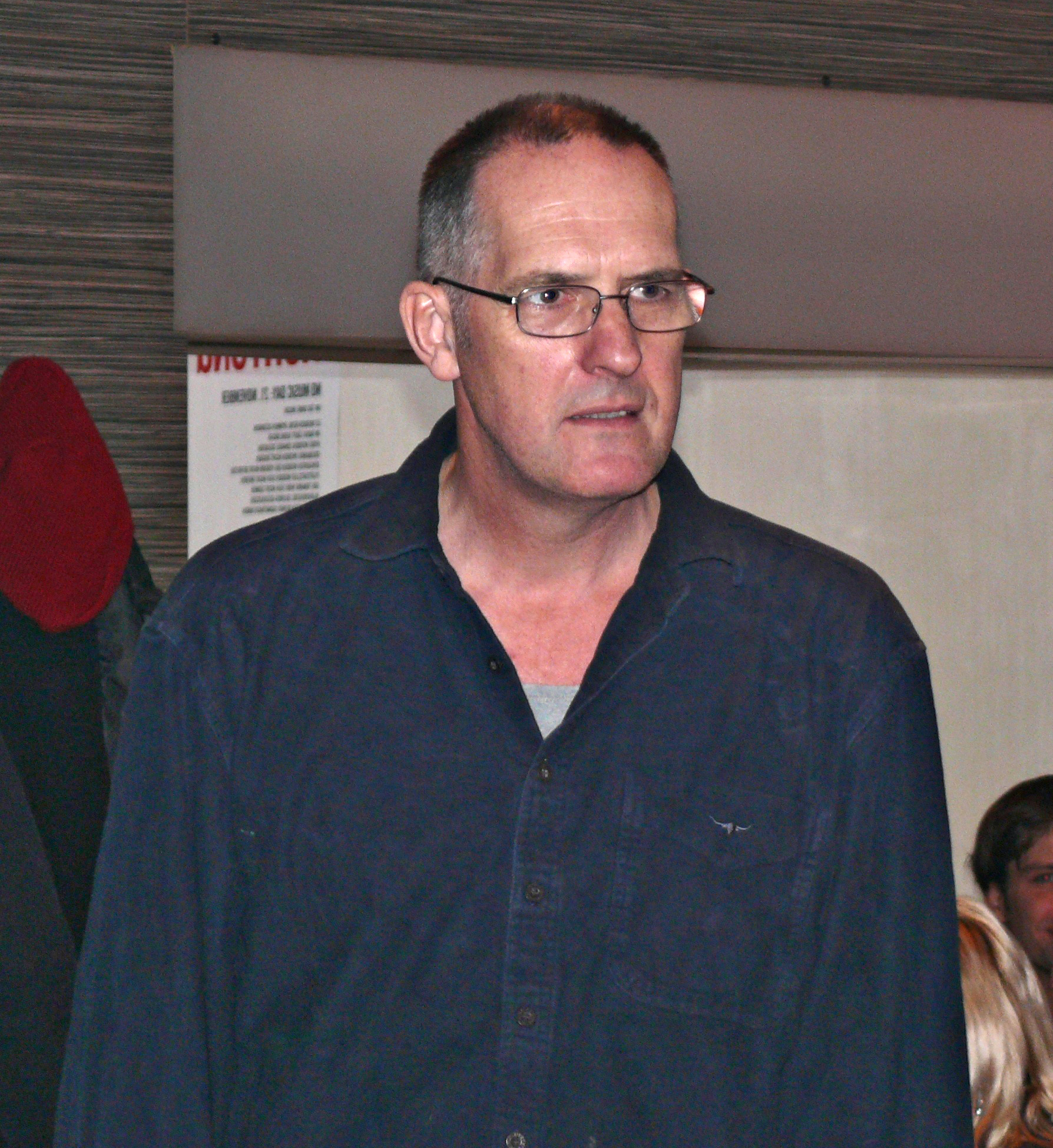
Bill Drummond

I due artisti hanno attribuito un significato differente a Watch the K Foundation Burn a Million Quid. Secondo Cauty, il gesto venne commesso per «controllare il denaro, perché spesso è lui quello che ti controlla». Drummond, invece, ha dichiarato che «una risposta qualunque al perché abbiamo fatto questo gesto non sarà mai abbastanza buona, quindi è bene che siano le persone a interrogarsi sul suo significato.»

## Giudizi
In un articolo scritto sul quotidiano The Times del 5 novembre del 1995, venne dichiarato, apprezzando l'artisticità dell'happening, che «la K Foundation, pur non avendo avuto ragioni concrete per compiere un gesto simile, ha sicuramente fatto riflettere migliaia di persone sul potere del denaro e sulle responsabilità di chi lo possiede». In un altro articolo dello stesso volume del Times, il giornalista e musicista Robert Sandall sostenne che il video è «divertente e piuttosto incisivo ma, per quanto sincero, non molto originale» perché «i due musicisti si sarebbero limitati a ripercorrere la strada di altri artisti quali Yves Klein e Chris Burden». Secondo The Guardian l'happening è stato «il più grande gesto di esempio che sia stato fatto negli ultimi vent'anni del ventesimo secolo». Durante una puntata del programma televisivo irlandese The Late Late Show diretto da Gay Byrne di cui furono ospiti, vennero accolti con ostilità dal pubblico. Quando fu chiesto loro se invece non avessero potuto devolvere il denaro per una buona causa, Drummond si arrabbiò:
(Bill Drummond)